# James Hetfield
James Alan Hetfield (Downey, California, 3 de agosto de 1963)es un músico estadounidense, conocido por ser el vocalista, guitarrista rítmico, principal compositor y cofundador de la banda Metallica. Es considerado como uno de los mejores músicos de heavy metal de todos los tiempos.
En 2009, Hetfield ocupó el puesto número ocho en el libro de Joel McIver titulado Los 100 mejores guitarristas de metal, y el puesto veinticuatro por Hit Parader en su lista de los 100 mejores vocalistas de metal de todos los tiempos. En la encuesta de Guitar World, Hetfield fue colocado como el decimonoveno mejor guitarrista de todos los tiempos, además de ocupar el segundo lugar (junto con el guitarrista principal de Metallica, Kirk Hammett) en la encuesta Los 100 mejores guitarristas de metal. Rolling Stone lo colocó junto con su compañero de banda Kirk Hammett, en el puesto número veintitrés de los mejores guitarrista de todos los tiempos.

## Primeros años
De  ascendencia alemana, inglesa, irlandesa y escocesa, nació el 3 de agosto de 1963 en Downey, condado de Los Ángeles, California. Su niñez fue difícil en muchos aspectos físicos. Sus padres, Virgil Hetfield (conductor de camiones) y Cynthia (cantante de ópera) eran miembros de un grupo religioso de ciencia cristiana. Por tal razón, la mayor parte de la niñez de Hetfield giró alrededor de estas actividades religiosas. Su padre también sufría de alcoholismo.
Conforme a la doctrina de la secta a la que pertenecía su familia, el uso de medicinas para la curación de enfermedades estaba prohibido. La madre de James murió de cáncer cuando él tenía 16 años, hecho que marcó un serio conflicto entre James y los dogmas religiosos practicados por su familia y que, posteriormente, influiría enormemente en la letra de sus futuras composiciones como por ejemplo: Dyers Eve, Mama Said, Until It Sleeps y The God That Failed.
A los nueve años, James comenzó a tomar clases de piano. Más tarde, tocaría la batería de su hermano David, para finalmente dedicarse a la guitarra en su adolescencia, más específicamente con 14 años. En dichos años, James formó su primera banda llamada Obsession, inspirada en grupos como: Black Sabbath, UFO, Kiss, Aerosmith, Motörhead, Queen y Thin Lizzy. Obsession estaba compuesta por los hermanos Veloz, en el bajo y la batería, Jim Arnold en la guitarra principal y Hetfield en la voz. Su amigo Ron McGovney cumplía el rol de roadie, para después ingresar a la banda como miembro integrante al retiro de los hermanos Veloz.
Después de trasladarse a Brea, California, James conoció al baterista Jim Mulligan en el Brea Olinda High School. Durante las pausas de almuerzo, ambos ensayaban, asustando a otros guitarristas con sonidos pesados y fuertes, hasta entonces, desconocidos. Un día, un estudiante llamado Hugh Tanner fue visto por James y Jim cargando partes de una Flying V en el colegio. Los tres formaron la banda Phantom Lord, con bajistas intermitentes. El proyecto duró hasta la graduación de James, momento en el que tuvo que volver a Downey.
En ese momento, James y su amigo Ron McGovney se trasladaron a una casa programada para demolición, en ese entonces, propiedad de los padres de McGovney. La casa era el lugar ideal para que James y Ron pasaran el tiempo y ensayaran. James convenció a Ron para que tocara el bajo, la banda Phantom Lord se deshizo, dando lugar a la tercera banda de Hetfield que se llamaría Leather Charm. La única diferencia con la banda anterior era que en Leather Charm, James ya no tocaba la guitarra y Ron ahora tocaba el bajo, mientras Tanner y Mulligan mantenían sus instrumentos iniciales.
La banda se dedicó a interpretar temas de rock pesado en algunas fiestas y hasta lograron grabar un demo. Después de eso, la banda comenzó a separarse. El primero en retirarse fue Tanner, quien fue reemplazado por Troy James. Posteriormente, el baterista Mulligan decidió integrarse a una banda con estilo más progresivo. A falta de un baterista, James y sus compañeros decidieron disolver Leather Charm definitivamente.
Aunque la salida de Mulligan fue lo que determinó a Hetfield para buscar un nuevo baterista, fue también Hugh Tanner quien influyó enormemente en la vida musical de James.
Hetfield no consideró al principio tomar el rol de vocalista en sus bandas anteriores. Finalmente, se invitó a John Bush de Armored Saint (luego cantante de Anthrax) para cantar en la banda.

## Metallica

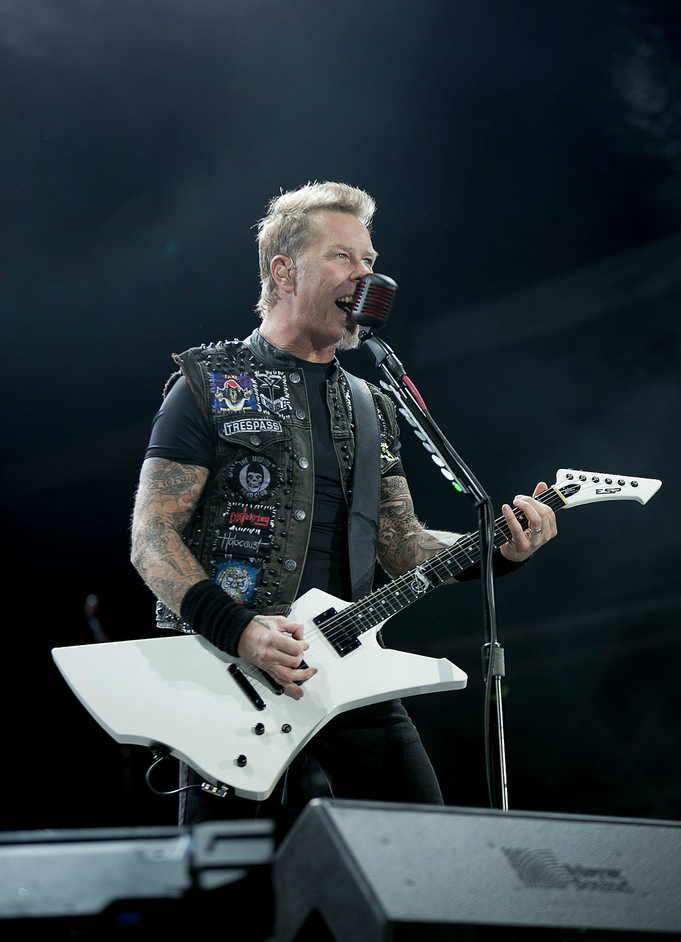
Hetfield con Metallica en 2012.

El baterista Lars Ulrich, quien había conseguido un espacio en un disco compilatorio producido por Brian Slagel, publicó un anuncio en la revista Recycler para formar una banda con quien componer una canción para llenar dicho espacio. El anuncio fue respondido por James Hetfield, que, finalmente integraría a la banda al mismo Lars, a su amigo Ron McGovney (bajo) y a Dave Mustaine (guitarra solista).
Ron McGovney dejó la banda, dando paso a Cliff Burton en el bajo.
En ese tiempo empezaron los problemas con Dave Mustaine, quien era violento y problemático cuando estaba bajo el efecto del alcohol y las drogas, motivos por el cual fue expulsado de la banda en 1983. Meses más tarde Mustaine formó su banda llamada Megadeth. Cuando el grupo se preparaba para grabar su primer disco en estudio, Kirk Hammett, primer guitarra de la banda Exodus, viajó a Queens (Nueva York) para integrarse a Metallica tras la insistencia de Hetfield y Ulrich para que audicionara con la banda.
Desde entonces, James Hetfield tomó las riendas creativas de la banda, empezando con la composición melódica y armónica de las canciones, así como la elaboración de las letras y producción en estudio. Compuso todas las canciones de Metallica junto con la participación alternada de Lars Ulrich, Kirk Hammett, Cliff Burton y Dave Mustaine hasta el álbum Master of Puppets, a excepción de (Anesthesia) Pulling Teeth, compuesta por Burton, y «Motorbreath» acreditada a Hetfield únicamente.
En 1992, participó en el Concierto en Tributo a Freddie Mercury, una de sus más grandes influencias, tocando con Metallica en la introducción del largo tributo, y después cantando extrañamente sin guitarra, acompañado de Tony Iommi, de Black Sabbath, y Queen, tocando Stone Cold Crazy.

## Discografía

### Con Metallica
- 1983: Kill 'Em All
- 1984: Ride the Lightning
- 1986: Master of Puppets
- 1987: The $5.98 E.P.: Garage Days Re-Revisited
- 1988: ...And Justice for All
- 1991: Metallica
- 1993: Live Shit: Binge & Purge
- 1996: Load
- 1997: ReLoad
- 1998: Garage Inc.
- 1999: S&M
- 2003: St. Anger
- 2004: Some Kind of Monster
- 2008: Death Magnetic
- 2009: Français Pour Une Nuit
- 2009: Orgullo, Pasión y Gloria: Tres Noches en la Ciudad de México
- 2010: The Big 4 Live From Sofia, Bulgaria
- 2011: Lulu
- 2011: Beyond Magnetic
- 2013: Metallica: Through the Never
- 2016: Hardwired... to Self-Destruct
- 2020: S&M²
- 2023: 72 Seasons

## Equipamiento

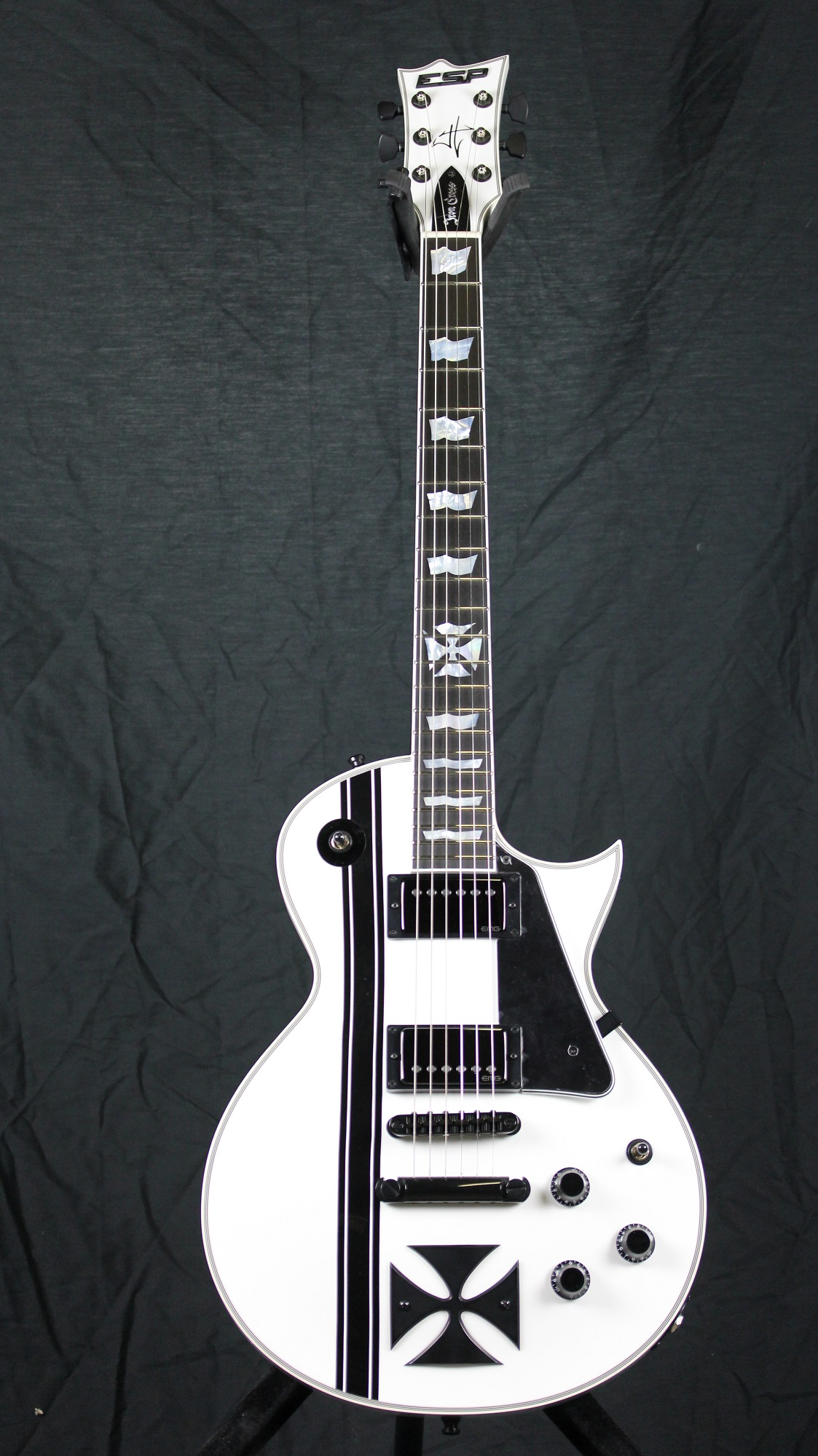
Guitarra eléctrica ESP, autografiada por James Hetfield.

### Guitarras
- Gibson Flying V (1980-1984)
- Gibson Explorer (1984-1987)
- ESP MX 220 (1987-1990)
- ESP MX 250 (1990-presente)
- Ken Lawrence Explorer (1996-presente)
- ESP JH-1 Flying V (1996-1999)
- LTD Viper “The Grynch” (2003)
- ESP Truckster (2008-presente)
- ESP Iron Cross (2008-presente)
- ESP Snakebyte (2011-presente)
- ESP Vulture (2016)
- Kenneth Lawrence Explorer Garage Days “Carl” (2018)

## Vida privada

### Familia
En 1997, contrajo matrimonio con la argentina Francesca Tomasi, que desempeñó la función de asistente de vestuario de la banda durante la gira del Black Álbum. La pareja tiene tres hijos:
Cali Tee, (13 de junio de 1998),
Castor Virgil, (18 de mayo de 2000) y
Marcella (17 de enero de 2002).
En 2022, anunciaron su divorcio de manera oficial.

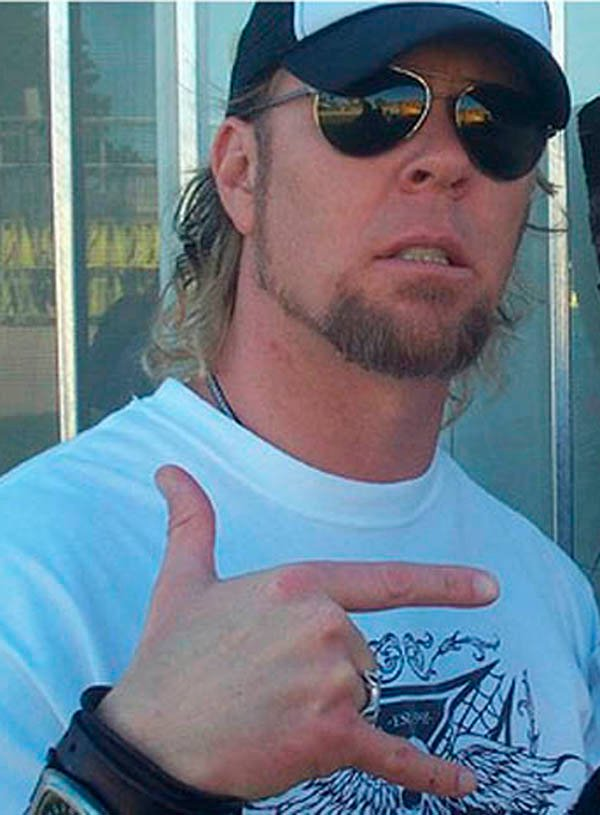
Hetfield entre bastidores del Big Day Out 2004

### Rehabilitación
Durante la grabación del disco St. Anger, James Hetfield decidió suspender su participación para ingresar a rehabilitación por alcoholismo. Unos meses después regresó al estudio para completar el disco. Este suceso puede evidenciarse en el documental Some Kind of Monster, además del retiro de Jason Newsted de la banda, quien posteriormente fue reemplazado por Robert Trujillo tras una audición con otros bajistas. James Hetfield reapareció en vivo en el año 2003, cuando Metallica fue nombrada como el MTV Icon (programa tributo a bandas destacadas) donde bandas tales como Korn, Limp Bizkit, Sum 41, el rapero Snoop Dogg, entre otros, interpretaron algunas canciones de Metallica.
El 27 de septiembre de 2019, la banda anunció en sus redes sociales que debieron cancelar la gira actual debido a que Hetfield se vio obligado a volver a ingresar a rehabilitación, después de 17 años de su recuperación (esa gira que cancelaron era la que iba a pasar por Australia y Nueva Zelanda respectivamente). En el año 2020, estaba planificado realizar una gira por Sudamérica, la cual fue cancelada debido a la pandemia de Covid-19 al igual que su ingreso a rehabilitación en 2019, pero posteriormente se anunciaron nuevas fechas para el año 2022.

### Accidentes
Durante la gira de Master of Puppets, James sufrió un accidente montando en skate que lo dejó con el brazo izquierdo enyesado y sólo dedicado a las voces. También durante esa misma gira, en 1986, el camión en donde se transportaba la banda tuvo un accidente en carretera, en donde resultaron heridos los demás miembros de la banda, y que desgraciadamente le quitó la vida al bajista, Cliff Burton.
James Hetfield sufrió un accidente durante el concierto conjunto de Guns N' Roses y Metallica en 1992, en el Estadio Olímpico de Montreal. Durante la interpretación de la canción Fade to Black, Hetfield se paró sobre una torre de pirotecnia en el momento en que ésta se encendía. Ello ocasionó que sufriera quemaduras de segundo y tercer grado en su brazo izquierdo y su cara, obligándolo a continuar la gira sin poder tocar la guitarra. Metallica pudo continuar la gira gracias al apoyo del guitarrista John Marshall de la agrupación Metal Church, quien se encargó de cubrir la guitarra rítmica. James se dedicó únicamente a cantar hasta haberse recuperado completamente de su brazo. Hetfield decidió tatuar el brazo afectado por la quemadura con un dibujo de cuatro naipes en llamas que representan la fecha de su nacimiento (1963).
Durante el 7, 8 y 9 de julio de 2000, James también se ausentó del escenario por enfermedad. En su reemplazo estuvieron Kenny Tudrick, Kid Rock, Head, Daron Malakian, Serj Tankian, Jonathan Davis, Munky y Jason Newsted haciendo veces de vocalista o guitarrista. También fueron fechas en las cuales Metallica interpretó distintos covers de las bandas que sirvieron de apoyo.